# Melchor Mauri
Pour les articles homonymes, voir Mauri.
Mauri i Prat est un nom catalan. Le premier nom de famille, paternel, est Mauri ; le second, maternel, souvent omis, est Prat ; les deux sont fréquemment liés par la conjonction « i ».
Melchor Mauri Prat est un coureur cycliste espagnol, né le 8 avril 1966 à Vic. Professionnel de 1987 à 2002, il a notamment remporté le Tour d'Espagne 1991.

## Carrière amateur
Melchor Mauri participe aux championnats du monde sur route juniors à deux reprises. Dix-neuvième en 1983, il est 36e l'année suivante. Devenu amateur, il est en 1985 sixième du championnat d'Espagne sur route amateur puis 47e du championnat du monde amateur sur route 1986. Cette même année, Mauri se classe deuxième de la Clásica de Alcobendas. Il gagne 16 courses dans sa carrière amateur. Parmi elles figure un championnat d'Espagne de poursuite individuelle.
Mauri exerce alors la profession de menuisier, profession qu'il abandonne pour devenir coureur professionnel.

## Carrière professionnelle

### Débuts dans l'équipe Reynolds (1987-1989)
Melchor Mauri passe professionnel en 1987 dans l'équipe Reynolds-Seur, devenant ainsi coéquipier de Pedro Delgado.

### Premier passage dans l'équipe ONCE (1990-1992)
Après trois saisons dans cette équipe, il rejoint la formation ONCE et a alors pour nouveaux leaders Marino Lejarreta et Anselmo Fuerte. Il fait partie du trio qui remporte la première étape du Tour d'Espagne disputée sous forme d'un contre-la-montre par équipes de trois coureurs. Pello Ruiz Cabestany est vainqueur et endosse ainsi le maillot de leader.
En 1991, Mauri remporte tout d'abord deux étapes du Tour d'Andalousie puis le classement général du Tour de la Communauté valencienne. Il prend la tête du Tour d'Espagne à l'issue de la première étape disputée comme l'année précédente sous la forme d'un contre-la-montre par équipes de trois coureurs et qu'il remporte associé à Anselmo Fuerte et Herminio Díaz Zabala. Fuerte puis Díaz Zabala prennent la tête du classement général un jour chacun puis Mauri récupère la première place à l'issue de la quatrième étape. Il s'impose ensuite dans le contre-la-montre de Cala d'Or, confortant ainsi sa première place au classement général. La onzième étape qui se déroule dans les Pyrénées (Andorre-Pla de Beret) est annulée pour cause de mauvais temps, ce qui avantage l'Espagnol, meilleur rouleur que grimpeur. Lors de l'étape de montagne suivante, Marino Lejarreta, équipier de Mauri, attaque lors de la dernière montée et s'échappe avec plusieurs coureurs. Parmi eux figure Miguel Indurain qui mène le rythme dans l'échappée dans l'optique du classement général,. Mauri cède une minute sur Lejarreta et Indurain qui se replacent ainsi dans les cinq premiers du classement général à moins de deux minutes de la tête. Sixième de la quatorzième étape, un contre-la-montre en montée, Mauri garde son maillot amarillo et se met à penser à remporter cette Vuelta. Continuant de limiter la perte de temps dans la montagne, il remporte ensuite le dernier contre-la-montre individuel. Mauri s'impose au classement final devant Indurain et son coéquipier Lejarreta,. Sa victoire sur la Vuelta lui permet de devenir huitième du classement FICP. Mauri ainsi que Lejarreta sont les leaders de ONCE pour le Tour de France et font partie des coureurs cités parmi les favoris pour la victoire finale. En fin d'année, Mauri, tenté par un départ, prolonge son contrat avec ONCE en échange d'une revalorisation salariale.
Melchor Mauri commence la saison 1992 en février en remportant le contre-la-montre du Tour de la Communauté valencienne ce qui lui permet de remporter le classement général devant Erik Breukink. Le mois suivant, il gagne un autre contre-la-montre, celui du Tour de Murcie, et prend la troisième place du classement de cette course. Tenant du titre, Mauri aborde le Tour d'Espagne en étant un des favoris dans un parcours plus montagneux que l'année précédente. Deuxième de la première étape contre-la-montre derrière Jelle Nijdam, il prend quelques secondes à l'ensemble des candidats à la victoire. Il passe à la cinquième place du classement derrière quatre coureurs de l'équipe Gatorade à l'issue du contre-la-montre par équipes gagné par l'équipe italienne. Mauri distance la plupart de ses rivaux lors d'une bordure réalisée par son équipe lors de la quatrième étape et n'est alors plus devancé au classement général que par Pello Ruiz Cabestany. Cinquième du contre-la-montre d'Oropesa, il reste deuxième du classement général à cette fois-ci à 5 secondes du nouveau leader, Jesús Montoya. Les Pyrénées, qui suivent ce contre-la-montre, mettent un terme aux ambitions de victoire de Mauri qui se retrouve à plus de 35 minutes de Montoya à l'issue des arrivées au Pla de Beret puis Luz-Ardiden. Il abandonne cette Vuelta pendant la quatorzième étape, souffrant à cause d'un virus. La conclusion de cette Vuelta affecte la relation entre l'équipe et Mauri.
Mauri, annoncé partant de l'équipe ONCE dès avril 1992 pendant la Vuelta, demande une rémunération de 80 millions de pesetas pour prolonger son contrat, refuse une offre de son équipe d'un montant inférieur et la quitte en fin de saison pour rejoindre Amaya Seguros. Sa décision est annoncée en septembre 1992 au lendemain de sa victoire lors de la première étape du Tour de la Rioja.

### Amaya Seguros puis Banesto (1993-1994)
Mauri rejoint Amaya Seguros en 1993. Il s'engage pour une saison, l'équipe s'arrêtant en fin d'année. Sa rémunération fixe est estimée à 30 millions de pesetas, soit un montant inférieur aux prétentions exprimées par Mauri en 1992, ainsi qu'une part variable en fonction de ses résultats. Javier Mínguez, son niveau directeur sportif, espère « qu'il redevienne le Mauri de 1991 ».
L'année suivante, Amaya Seguros est absorbée par Banesto, Mauri retrouve alors l'équipe avec laquelle il est passé professionnel et devient un des principaux équipiers de Miguel Indurain,. Il signe un contrat portant sur la seule année 1994. Indurain participant au Tour d'Italie, Mauri fait partie avec Marino Alonso des coureurs à suivre de Banesto pour le Tour d'Espagne. Tony Rominger gagne la première étape devant Alex Zülle et Melchor Mauri. Rominger, leader de bout en bout, remporte sa troisième Vuelta consécutive devant deux Banesto, Mikel Zarrabeitia et Pedro Delgado, Mauri étant pour sa part dix-huitième.
Mauri figure dans l'équipe Banesto présente au Tour de France articulée autour de Miguel Indurain en quête d'une quatrième victoire consécutive. De son propre aveu pas à 100% de ses capacités, il remplit son rôle d'équipier pour son chef de file qui atteint son objectif. Mauri annonce alors souhaiter prolonger son contrat avec l'équipe. En août, Mauri est douzième de la première édition du championnat du monde du contre-la-montre à plus de trois minutes du vainqueur britannique Chris Boardman,.

### De retour chez ONCE (1995-1998)
Melchor Mauri fait son retour chez ONCE en 1995. Son directeur sportif Manolo Saiz annonce au moment de son recrutement en septembre 1994 qu'il le voit comme un potentiel vainqueur de courses par étapes en début de saison. Deuxième en juin du Tour de Catalogne derrière son coéquipier Laurent Jalabert, il remporte ensuite le championnat d'Espagne du contre-la-montre devant Ángel Casero et Aitor Garmendia puis il termine cinquième de la course en ligne. Sélectionné pour le Tour de France, il a pour leaders Alex Zülle et Laurent Jalabert. Sur le Tour, Mauri obtient la cinquième place de la huitième étape disputée en contre-la-montre. Premier ONCE de l'étape, il figure alors à la septième place du classement général à une seconde de Jalabert et à 2 minutes 48 secondes d'Indurain. Perdant 10 minutes sur Indurain dans les deux étapes de montagne qui suivent, Mauri fait partie du trio ONCE mené par Jalabert qui s'échappe le 14 juillet lors de l'étape de Mende. L'Espagnol assure le rythme de l'échappée en fin d'étape, permettant ainsi à Jalabert de se replacer à la troisième place du classement général, Mauri étant lui cinquième. Quinzième à Guzet-Neige puis treizième à Cauterets, Mauri est dépassé dans les Pyrénées par Ivan Gotti au classement général. Huitième du contre-la-montre final au lac de Vassivière, Mauri prend la sixième place finale du Tour de France à un peu plus d'un quart d'heure d'Indurain. Aligné ensuite sur le Tour d'Espagne qui se dispute pour la première fois en septembre, il est là en soutien de ses coéquipiers Jalabert et Zülle qui font partie des favoris. Huitième du prologue, Mauri devient quatrième du classement général à l'issue de la deuxième étape. Le lendemain, Jalabert prend le maillot amarillo qu'il conserve jusqu'au terme de l'épreuve. Mauri, classé à plusieurs reprises dans les dix premiers d'étapes,,, reste toute la course dans les premières places du classement général et est finalement quatrième à 8 minutes de son coéquipier français. Mauri n'est pas sélectionné pour le contre-la-montre des championnats du monde, l'Espagne étant représentée par Miguel Indurain et Abraham Olano qui sont respectivement premier et deuxième, avant de l'être dans l'ordre inverse sur la course en ligne. Mauri termine la saison à la vingt-troisième place du classement UCI.
Neuvième du prologue du Tour de France, Melchor Mauri est victime d'une chute lors de la sixième étape alors qu'il est à la lutte pour la victoire avec Michael Boogerd qui s'impose en solitaire. Alors onzième du classement général, Mauri est ensuite moins en vue dans cette Grande Boucle, qu'il termine en 38e position. Aux Jeux olympiques d'Atlanta, Mauri, en compagnie de Frankie Andreu et de Maximilian Sciandri, décante la course en ligne en permettant à un groupe de douze coureurs de s'échapper. Une échappée décisive de trois coureurs se forme par la suite et la médaille d'or est remportée par le Suisse Pascal Richard. Mauri, non-présent dans ce trio, se classe finalement sixième. En raison des sélections de Miguel Indurain et d'Abraham Olano qui terminent respectivement premier et deuxième de l'épreuve, Mauri ne participe pas au contre-la-montre. Mauri est aligné ensuite sur la Vuelta. Après plusieurs étapes se terminant par des sprints, Mauri se classe quatrième du premier contre-la-montre, se plaçant ainsi à la même place au classement général mené par son leader Alex Zülle. Il se maintient ensuite dans les 10 premiers du classement général mené par le duo ONCE Zülle/Jalabert jusqu'à la dix-huitième étape où des rumeurs font état de problèmes d'estomac touchant l'ensemble des coureurs de l'équipe ONCE, ce qui est nié par Mauri. Le lendemain, l'ensemble des coureurs de l'équipe, à l'exception de Zülle, est distancé par le peloton, la raison invoquée a posteriori étant une intoxication alimentaire ayant touché l'ensemble des coureurs ONCE. Mauri, arrivé à près de 28 minutes du vainqueur de l'étape Laurent Dufaux se retrouve trentième du classement général,. Finalement, Mauri est 32e d'une Vuelta remportée par Zülle.
La saison 1997 de Mauri est perturbée en avril par une chute lors du Tour d'Aragon. Il y subit une fissure à une omoplate. Lors des championnats du monde, Mauri est tout d'abord sixième du contre-la-montre à 46 secondes de Laurent Jalabert avant de faire partie de l'échappée finale qui se dispute la victoire de la course en ligne. Il s'y classe cinquième d'un sprint remporté par Laurent Brochard. Sélectionné à nouveau pour le contre-la-montre et l'épreuve en ligne en 1998, Mauri est deuxième du contre-la-montre que remporte son compatriote Abraham Olano avec 37 secondes d'avance. Dans la course en ligne, Mauri, 58e, termine dans le peloton à près d'un quart d'heure du vainqueur Oscar Camenzind.
Mauri termine sa saison 1998 par une troisième place lors de l'Escalade de Montjuïc.

### Fin de carrière au Portugal (1999-2002)
En 1999, Melchor Mauri est cinquième du contre-la-montre des championnats du monde à 1 minute 18 secondes du vainqueur Jan Ullrich et à 20 secondes du podium. Il est ensuite deuxième de l'Escalade de Montjuïc dont il remporte le contre-la-montre.
Rejoignant en 2001 l'équipe Milaneza-MSS, Mauri participe à deux éditions du Tour d'Espagne. Après la neuvième étape de l'édition 2002, Mauri annonce mettre un terme à sa carrière à l'issue de la saison en raison d'un manque de performance et de motivation. Il déclare alors avoir un projet de reconversion dans le domaine du vélo d'intérieur. Alors 112e du classement général, il abandonne cette Vuelta au cours de la seizième étape. Le coureur catalan arrête sa carrière en octobre après avoir participé à l'Escalade de Montjuïc. Un hommage lui est rendu, ainsi qu'à Abraham Olano qui arrête également sa carrière, une semaine après la course barcelonaise par l'association des cyclistes professionnels espagnols.

## Après-carrière
Melchor Mauri décide de se lancer dans une carrière de dirigeant d'équipe cycliste à l'issue de sa carrière professionnelle. Il dirige ainsi à partir de 2004 la section cyclisme du FC Barcelone. L'équipe, sous ce nom, est dissoute à la fin de l'année 2006 mais continue d'exister sous le nom d'ECP- Aluminis Sant Jordi, dédiée aux coureurs de moins de 23 ans. Voulant initialement constituer une équipe professionnelle catalane pour 2009 en suivant le modèle d'Euskaltel-Euskadi au Pays basque, Mauri est à la base de la création de l'équipe continentale Andorra-Grandvalira qui comporte en raison de son financement des coureurs principalement andorrans et espagnols,. Cette équipe remporte une victoire au calendrier de l'UCI Europe Tour 2009, la Prueba Villafranca de Ordizia, grâce à Jaume Rovira qui devance au sprint Joaquim Rodríguez. Pour 2010, Mauri monte un dossier pour évoluer au niveau continental professionnel au sein d'une équipe catalane, soutenu en cela par la fédération catalane de cyclisme. Cependant, la communauté autonome de Catalogne, consultée pour assurer une garantie financière à cette équipe auprès de l'UCI, décide de ne pas s'engager, ce qui met un terme à ce projet. En fin d'année 2009, les sponsors andorrans de l'équipe Andorra-Grandvlira se retirent de l'équipe, entraînant sa disparition.
Parallèlement à ses activités de dirigeant dans le monde cycliste, Melchor Mauri crée et dirige une entreprise qui se consacre à la vente de vélos d'intérieur et propose aussi des formations destinées à l'entraînement des cyclistes,. Cette entreprise, de dimension internationale, collabore hors de l'Espagne avec d'anciens cyclistes professionnels, comme Udo Bölts en Allemagne ou Tony Rominger en Suisse et en Autriche.
Mauri, au niveau amateur, pratique d'autres sports et participe ainsi à des compétitions dans les disciplines que sont le duathlon, le triathlon ou le marathon. En VTT, Mauri participe à plusieurs reprises à la Titan Desert, une course par étapes disputée dans le désert marocain sur le modèle d'un rallye-raid. Il gagne l'édition 2007 de cette course et se classe troisième deux ans plus tard.

## Style
Lors de sa victoire sur le Tour d'Espagne 1991, il est comparé à Jacques Anquetil par la presse espagnole en raison de ses victoires en contre-la-montre sur cette Vuelta ainsi que pour avoir porté le maillot de leader pendant la quasi-intégralité de la course, comme Anquetil l'avait fait en 1963. Reconnu comme rouleur, il fait partie des coureurs qui emmènent les plus gros braquets en contre-la-montre. Cette discipline constitue son point fort. Il est en revanche moins performant en haute montagne, ce qui constitue sa limite pour pouvoir prétendre remporter des grands tours, la Vuelta 1991 constituant une exception. Lorsque la route s'élève, Mauri a l'habitude de rester en queue de peloton, ce qui lui vaut le surnom de culo holandés. Il est également décrit comme étant « méthodique », sachant gérer ses forces et étant tactiquement juste.

## Palmarès, classements mondiaux et distinction

### Palmarès amateur
- 1984
  -  Champion d'Espagne du kilomètre juniors
  -  Champion d'Espagne de poursuite juniors
  -  Champion d'Espagne de l'américaine juniors
  - Trofeu Joan Escolà
- 1986
  - 2e de la Clásica de Alcobendas

### Palmarès professionnel
- 1987
  - 3e de la Clásica de Sabiñánigo
- 1988
  - 3e du Circuit de Getxo
- 1990
  - 4e étape du Tour de Burgos (contre-la-montre par équipes)
  - 2e du Grand Prix de la Libération (contre-la-montre par équipes)
- 1991
  - 3e et 6e étapes du Tour d'Andalousie
  - Classement général du Tour de la Communauté valencienne
  - Tour d'Espagne :
    -  Classement général
    - 1re (contre-la-montre par équipes de 3), 2eb (contre-la-montre par équipes), 8e et 19e étapes (contre-la-montre)

  - 1re étape du Tour de Catalogne (contre-la-montre par équipes)
  - 2e du Grand Prix de la Libération (contre-la-montre par équipes)
  - 8e du classement FICP
  - 9e de la finale de la Coupe du monde à Bergame
- 1992
  - Tour de la Communauté valencienne :
    - Classement général
    - 5eb étape (contre-la-montre)

  - 4e étape du Tour de Murcie (contre-la-montre)
  - 1re étape du Tour de Catalogne (contre-la-montre par équipes)
  - 1re étape du Tour de La Rioja
  - 2e du Tour du Limousin
  - 3e du Tour de Murcie
  - 9e du Grand Prix des Nations
- 1993
  - 6e étape du Tour d'Aragon
  - 12e étape du Tour d'Espagne (contre-la-montre)
  - 3e du Tour d'Aragon
  - 8e du Tour d'Espagne
- 1994
  - Classement général du Tour de Murcie
  - Klasika Primavera
  - Classement général du Trophée Castille-et-León
  - 2e du Tour d'Aragon
  - 3e du Tour de Luxembourg
  - 3e du championnat d'Espagne sur route
- 1995
  -  Champion d'Espagne du contre-la-montre
  - 6e étape du Tour de Catalogne (contre-la-montre)
  - 2e du Tour de Catalogne
  - 4e du Tour d'Espagne
  - 6e du Tour de France
- 1996
  - 5eb étape du Tour de la Communauté valencienne (contre-la-montre)
  - Tour de Murcie :
    - Classement général
    - 5e étape (contre-la-montre)

  - Tour d'Aragon :
    - Classement général
    - 5e étape (contre-la-montre)

  - 2e du Trofeo Luis Ocaña
  - 6e de la course en ligne aux Jeux olympiques
- 1997
  - Circuit de la Sarthe :
    - Classement général
    - 4e étape (contre-la-montre)

  - 9e étape du Tour d'Espagne (contre-la-montre)
  - 5e du championnat du monde sur route
  - 6e du championnat du monde du contre-la-montre
- 1998
  - Circuit de la Sarthe :
    - Classement général
    - 4e étape (contre-la-montre)

  - Tour de l'Alentejo :
    - Classement général
    - 5e étape (contre-la-montre)

  - 3e étape du Grand Prix du Midi libre
  - 2e du championnat du monde du contre-la-montre
  - 2e du championnat d'Espagne du contre-la-montre
  - 3e de l'Escalade de Montjuïc
- 1999
  - Tour de l'Algarve :
    - Classement général
    - 4e étape (contre-la-montre)

  - 4e étape du GP Mosqueteiros - Rota do Marques
  - Grand Prix Jornal de Noticias :
    - Classement général
    - 5e étape

  - 2eb étape du Trophée Joaquim Agostinho (contre-la-montre)
  - 13e étape du Tour du Portugal (contre-la-montre)
  - 2e étape de l'Escalade de Montjuïc (contre-la-montre)
  - 2e du Tour de l'Alentejo
  - 2e de l'Escalade de Montjuïc
  - 3e du Tour du Portugal
  - 5e du championnat du monde du contre-la-montre
- 2000
  - Porto-Lisbonne
  - 2e du Grand Prix Sport Noticias
  - 3e du Grande Prémio do Minho
  - 3e du Grand Prix R.L.V.T.
- 2001
  - 3e du Tour de l'Algarve
  - 3e du GP Mosqueteiros - Rota do Marques

### Résultats sur les grands tours

#### Tour d'Espagne
13 participations
- 1989 : 130e
- 1990 : 71e
- 1991 :  Vainqueur du classement général, vainqueur des 1re (contre-la-montre par équipes de 3), 2eb (contre-la-montre par équipes), 8e et 19e étapes (contre-la-montre),  maillot amarillo pendant 17 jours
- 1992 : abandon (14e étape)
- 1993 : 8e, vainqueur de la 12e étape (contre-la-montre)
- 1994 : 18e
- 1995 : 4e
- 1996 : 32e
- 1997 : 22e, vainqueur de la 9e étape (contre-la-montre)
- 1998 : 35e
- 1999 : 26e
- 2001 : 120e
- 2002 : abandon (16e étape)

#### Tour de France
8 participations
- 1989 : 92e
- 1990 : 78e
- 1991 : 64e
- 1993 : hors délai (11e étape)
- 1994 : 95e
- 1995 : 6e
- 1996 : 38e
- 1998 : non-partant (8e étape)

#### Tour d'Italie
1 participation
- 1988 : 98e

### Classements mondiaux
Melchor Mauri obtient son meilleur classement mondial en 1991 avec une huitième place.
| Année          | 1987 | 1988 | 1989 | 1990 | 1991 | 1992 | 1993 | 1994 | 1995 | 1996 | 1997 | 1998 | 1999 | 2000 | 2001 | 2002 |
| -------------- | ---- | ---- | ---- | ---- | ---- | ---- | ---- | ---- | ---- | ---- | ---- | ---- | ---- | ---- | ---- | ---- |
| Classement UCI | ?    | ?    | ?    | 189e | 8e   | 32e  | 82e  | 59e  | 23e  | 60e  | 40e  | 55e  | 87e  | 466e | 272e | nc   |

### Distinction
Melchor Mauri reçoit en avril 1999 la médaille de bronze du Real Orden del Mérito Deportivo par le Conseil supérieur des Sports pour ses performances en 1998.